# Прилуцкий городской совет
Прилуцкий городской совет (укр. Прилуцька міська рада) — орган местного самоуправления в Черниговской области. Административный центр — Прилуки.

## Общие сведения
- Территория общины: 40 км²
- Население общины: 58 456  человек (по состоянию на 1 января 2013 года)
- По территории общины протекает река Удай.

## Населённые пункты
| Русский | Украинский   | Статус | Площадь | Население          |
| ------- | ------------ | ------ | ------- | ------------------ |
| Прилуки | укр. Прилуки | город  | 42,752  | 52 647 чел. (2020) |

## Состав совета
Совет состоит из 42 депутатов и председателя.
- Председатель совета — Ольга Михайловна Попенко
- Секретарь совета — Сергей Валерьевич Чмиль

### Руководящий состав предыдущих созывов[2]
| ФИО                       | Основные сведения | Дата избрания        | Дата прекращения полномочий |
| ------------------------- | --- | -------------------- | --------------------------- |
| Юрий Владимирович Беркут  | Городской голова, 1963 года, высшее образование, член Социалистической партии Украины.                               | 26 марта 2006 года   | 31 октября 2010 года        |
| Юрий Владимирович Беркут  | Городской голова, 1963 года, высшее образование, член Социалистической партии Украины.                               | 31 октября 2010 года | 23 февраля 2014 года        |
| Дмитрий Васильевич Барнаш | Городской голова, 1976 года, высшее образование , член Всеукраинского объединения «Свобода»                          | 25 мая 2014 года     | 25 октября 2015 года        |
| Ольга Михайловна Попенко  | Директор Прилукского гуманитарно-педагогического колледа им. И. Франко, 1960 года, высшее образование , беспартийная | 25 октября 2015 года | 25 октября 2020 года        |
| Ольга Михайловна Попенко  | Директор Прилукского гуманитарно-педагогического колледа им. И. Франко, 1960 года, высшее образование , беспартийная | 25 октября 2020 года |                             |

### Депутаты
По результатам местных выборов 2020 года депутатами Рады стали:
| Субъект выдвижения                                       | Количество избранных депутатов | %     |
| -------------------------------------------------------- | ------------------------------ | ----- |
| Политическая партия «Родной дом»                         | 7                              | 16.67 |
| Политическая партия «Батькивщина»                        | 7                              | 16.67 |
| Политическая партия «За будущее»                         | 6                              | 14.29 |
| Политическая партия «Слуга народа»                       | 6                              | 14.29 |
| Политическая партия «Радикальная партия Олега Ляшко»     | 5                              | 11.90 |
| Политическая партия «Радикальная партия Олега Ляшко»     | 4                              | 9.52  |
| Политическая партия «Наш край»                           | 4                              | 9.52  |
| Политическая партия «Оппозиционная платформа — За жизнь» | 3                              | 7.14  |

## Климат
Климат гемибореальный. Средняя температура 7°С. Самый тёплый месяц — июль при температуре 22 °С, а самый холодный — февраль при температуре −10 °С.

## Внешние ссылки
- Прилуцька міська рада